# Confort City
Confort City este un cartier din orașul Popești-Leordeni, județul Ilfov, România, format din 12 blocuri cu 1.680 de apartamente, la care se adaugă parcări, 1 minimarket, sala de fittness, locuri de joacă pentru copii. Cartierul constituie o investiție a omului de afaceri Robert Negoiță și a fost finalizat in 2011. 
Acesta se întinde pe o suprafață de 45.000 mp iar cele 12 imobile au un regim de înălțime de P+11 etaje.
Complexul este situat pe Splaiul Unirii, la 10 km depărtare de la Piața Unirii din centrul Bucureștiului, parcul Tineretului si la 6 km de podul Vitan peste râul Dâmbovița.
Confort City este realizat de Domus Stil, parte a RIN Group, o firma a omului de afaceri Robert Sorin Negoiță.

## Acces
Complexul rezidențial Confort City a fost criticat pentru că nu are pod peste râul Dâmbovița și este necesară ieșirea in inelul de centură al Bucureștiului, un ocol de 4 km, pentru a merge spre centrul capitalei. Intre timp a fost asfaltat drumul alternativ de acces catre soseaua Leordeni. Alte critici au fost legate de mirosul pestilențial datorat activitatilor de la Protan SA, a fermei aflata in imediata apropoiere si a faptului ca acest complex imobiliar nu corespunde normelor din domeniul protecției mediului.

## Incendiul din 2012
În ziua de 2 octombrie 2012, la orele 13:30, un grav incendiu a distrus mansarda și etajul 10 al uneia dintre clădirile de locuințe din complex. Proporțiile incendiului au fost amplificate de faptul că hidranții din zonă nu funcționau și de faptul că accesul în parcări era complicat de prezența unor bariere și de spațiul restrâns. Compania constructoare a clădirilor a oferit persoanelor afectate de incendiu locuințe temporare la Rin Grand Hotel. Ancheta ce a urmat a arătat că incendiul a fost cauzat de un scurtcircuit la un aparat electrocasnic.